# Ангелы греха
«Ангелы греха» (фр. Les Anges du péché, другое название «Грешные ангелы») — чёрно-белая драма французского режиссёра Робера Брессона. Премьера фильма состоялась 23 июня 1943 года.

## Сюжет
Анна-Мария, богатая девушка, полагает, что нашла своё призвание, когда она пришла в женский монастырь доминиканского ордена. Монастырь специализируется на реабилитации осуждённых женщин и Анна-Мария, очарованная заключённой Терезой, пытается убедить её присоединиться к работе в монастыре, чтобы искупить свои грехи. Однако Тереза заявляет, что она невиновна и отказывается. Выйдя из тюрьмы, Тереза стреляет в мужчину, который совершил преступление, приписываемое ей. После этого она приходит в монастырь, где всячески старается скрыть случившееся, особенно от Анны-Марии, и где её не сможет найти полиция…

## В ролях
- Рене Фор — Анна-Мария
- Жани Холт — Тереза
- Иоланда Лаффон — мать Анны-Марии
- Луиза Сильви — настоятельница
- Мила Парели — Мадлен
- Мари-Элен Дасте — мать Сен-Жан
- Пола Дехелли — мать Доминик
- Сильвия Монфор — Аньес
- Андрэ Клеман — сестра Элизабет
- Луи Сенье — начальник тюрьмы
- Женевьева Морель — сестра Бертэ
- Кристиана Бэрри — сестра Блез
- Элизабет Харди — монахиня
- Жан Морель — полицейский инспектор
- Бернар Ла Жарриж — охранник в тюрьме
- Клер Оливер — монахиня
- Мадлен Руссе — монахиня
- Жорж Колен — начальник полиции
- Анри де Ливри — эпизод (нет в титрах)

## Съёмочная группа
- Режиссёр-постановщик: Робер Брессон
- Авторы сценария: Леопольд Брукберже, Робер Брессон, Жан Жироду
- Оператор: Филипп Агостини
- Композитор: Жан-Жак Грюненвальд
- Продюсер: Роже Ришбе
- Монтажёр: Ивон Мартен
- Художники-постановщики: Роже Клод, Рене Рену
- Звукорежиссёры: Рене Луже

### Рецензии
- Parole, parole…
- Les anges du péché-Angels of the Streets (1964)
- Review by Fernando F. Croce
- CRUCIAL VIEWING
- The Best Old Movies on a Big Screen This Week: NYC Repertory Cinema Picks, April 13-19
- Das Hohelied der Liebe
- LA CONVERSA DI BELFORT
- Les Anges du péché (1943) de Robert Bressono
- Robert Bresson’s first full-length feature is an auspicious minimalist one
- Les Anges du péché